# Изван граница реалности
Изван стварности је руски научнофантастични филм о пљачки редитеља Александра Богуславског. Филм је објављен у Русији 1. марта 2018. године.

## Заплет
Мајкл (Милош Биковић) је талентован коцкарош који промишља сваки свој потез и ослања се само на себе. Планира пљачку у луксузном европском казину. Мајкл бриљантно користи своју шему док не налети на мистериозног противника (Алекса) за столом за покер. Током игре, Мајклове карте се мистериозно мењају у његовим рукама. Губи све и његова шема је пропала. Виктор, насилни и опасан власник казина, сигуран је да Мајкл и Алекс раде заједно. Виктор каже да Мајкл мора да отплати огроман дуг — све што је Алекс освојио — и даје му недељу дана да врати новац. Чини се да је Мајкл у ћорсокаку, али окупља тим стручњака са супер моћима како би брзо победио у казину и отплатио свој дуг. Супермоћи чланова његовог тима помажу Мајклу да прескочи дуг процес припрема.
Ерик је богато дете, љубитељ добре забаве, који има благу способност телекинезе. Користи своју снагу да помера мале предмете (као што су кугла за рулет или коцкице).
Тони је таксиста који може да контролише електронику, уређаје и опрему; на пример, може да окрене камеру у право време.
Кевин је аутистични хипнотизер који може да убаци било коју мисао у своју главу за кратко време.
Вероника је телепата која може да чује и преноси мисли на даљину. Њена моћ помаже Мајклу да комуницира са својим тимом тако да ниједан безбедносни тим не може да их прислушкује.
Мајкл и његов „натприродни“ тим иду у казино да би победили. Он игра против свог мистериозног ривала и на крају доводи и себе и свој тим у опасност.

## Улоге
- Милош Биковић (глас Николај Бистров) - Мајкл
- Љубов Аксјонова - Вероника
- Антонио Бандерас (глас Владимир Антоник) - Гордон
- Јевгениј Стичкин - Тони
- Аристарх Венес - Ерик
- Јуриј Чурсин - Кевин
- Сергеј Астахов - Виктор
- Никита Дјувбанов - Леон
- Петар Зекавица – Алекса
- Василиј Шемјакински као Леонов телохранитељ
- Сергеј Греков - играч

## Издавање

### Промоција
У јануару 2018. г. објављен је први трејлер за филм.

## Критика
Филмски критичар Борис Иванов на порталу Film.ru је прокоментарисао филм: „Споља гледано, спектакуларан, али по заплету примитиван руско-италијански трилер о преварантима са супермоћима“ . Ана Јентјакова је приметила глумачке способности Милоша Биковића, који је био изражајнији од Антонија Бандераса.
Павел Соломатин из InterMedia је негативно оценио филм. Након објављивања негативне критике видео блогера Јевгенија Баженова на његовом каналу BadComedian, Kinodanz је поднео тужбу са захтевом од милион рубаља за „кршење дозвољеног обима цитирања видео секвенце оригиналног дела“.